# FA Cup 1928-1929
La FA Cup 1928-1929 è stata la 54ª edizione della principale coppa nazionale inglese, nonché della più antica competizione calcistica del mondo. Il trofeo fu vinto per la terza volta dal Bolton Wanderers, che nella finale disputata a Wembley, superò il Portsmouth con il punteggio di 2-0.

## Calendario
Il torneo principale era preceduto da due turni preliminari e quattro turni di qualificazione, mentre la competizione vera e propria, prevedeva sei turni (con i club di First e Second Division che entravano in lizza a partire dal terzo turno), prima di semifinali e finale.
In caso di pareggio dopo i novanta minuti, era prevista la ripetizione della gara, invertendo il campo. In caso di ulteriore pareggio si procedeva con altre ripetizioni, in campo neutro, fin quando una squadra non risultava vincitrice.
Le semifinali e la finale si disputavano tutte in campo neutro.
| Fase                    | Turno                        | Data                     | Squadre che entrano in questo turno                                                                                           | Squadre qualificate dal turno precedente |
| ----------------------- | ---------------------------- | ------------------------ | --- | ---------------------------------------- |
| Turni di qualificazione | Turno Extra-Preliminare      | Sabato 1 settembre 1928  | Non league | Non league                               |
| Turni di qualificazione | Turno Preliminare            | Sabato 15 settembre 1928 | Non league | Non league                               |
| Turni di qualificazione | Primo Turno Qualificazione   | Sabato 29 settembre 1928 | Non league | Non league                               |
| Turni di qualificazione | Secondo Turno Qualificazione | Sabato 13 ottobre 1928   | Non league | Non league                               |
| Turni di qualificazione | Terzo Turno Qualificazione   | Sabato 27 ottobre 1928   | Non league | Non league                               |
| Turni di qualificazione | Quarto Turno Qualificazione  | Sabato 10 novembre 1928  | Non league | Non league                               |
| Torneo principale       | Primo Turno (68 squadre)     | Sabato 24 novembre 1928  | 21 squadre della Third Division North 20 squadre della Third Division South 2 squadre di non league                           | 25 provenienti dalle qualificazioni      |
| Torneo principale       | Secondo Turno (34 squadre)   | Sabato 8 dicembre 1928   | | 34 squadre vincitrici del primo turno    |
| Torneo principale       | Terzo Turno (64 squadre)     | Sabato 12 gennaio 1929   | 22 squadre della First Division 22 squadre della Second Division 2 squadre della Third Division South 1 squadra di non league | 17 squadre vincitrici del secondo turno  |
| Torneo principale       | Quarto Turno (32 squadre)    | Sabato 26 gennaio 1929   | | 32 squadre vincitrici del terzo turno    |
| Torneo principale       | Quinto Turno (16 squadre)    | Sabato 16 febbraio 1929  | | 16 squadre vincitrici del quarto turno   |
| Torneo principale       | Sesto Turno (8 squadre)      | Sabato 2 marzo 1929      | | 8 squadre vincitrici del quinto turno    |
| Torneo principale       | Semi-Finali (4 squadre)      | Sabato 23 marzo 1929     | | 4 squadre vincitrici del sesto turno     |
| Torneo principale       | Finale (2 squadre)           | Sabato 27 aprile 1929    | | 2 squadre vincitrici delle semifinali    |

## Primo Turno
| Gara   | Squadra di casa               | Risultato | Squadra in trasferta   | Data             |
| ------ | ----------------------------- | --------- | ---------------------- | ---------------- |
| 1      | Chesterfield                  | 3–2       | Rochdale               | 24 novembre 1928 |
| 2      | Darlington                    | 3–0       | New Brighton           | 24 novembre 1928 |
| 3      | Grantham                      | 1–0       | Rhyl Athletic          | 24 novembre 1928 |
| 4      | Walsall                       | 3–1       | Worcester City         | 24 novembre 1928 |
| 5      | Gillingham                    | 0–0       | Torquay United         | 24 novembre 1928 |
| Replay | Torquay United                | 5–1       | Gillingham             | 28 novembre 1928 |
| 6      | Leyton                        | 0–2       | Watford                | 24 novembre 1928 |
| 7      | Luton Town                    | 5–1       | Southend United        | 24 novembre 1928 |
| 8      | Gainsborough Trinity          | 3–1       | Crewe Alexandra        | 24 novembre 1928 |
| 9      | Wrexham                       | 0–1       | Carlisle United        | 24 novembre 1928 |
| 10     | Poole                         | 1–4       | Bournemouth & Boscombe | 24 novembre 1928 |
| 11     | Tranmere Rovers               | 2–1       | Rotherham United       | 24 novembre 1928 |
| 12     | Stockport County              | 1–0       | Halifax Town           | 24 novembre 1928 |
| 13     | Sittingbourne                 | 2–1       | Southall               | 24 novembre 1928 |
| 14     | Accrington Stanley            | 2–1       | South Shields          | 24 novembre 1928 |
| 15     | Brentford                     | 4–1       | Brighton & Hove Albion | 24 novembre 1928 |
| 16     | Bristol Rovers                | 2–1       | Wellingborough Town    | 24 novembre 1928 |
| 17     | Coventry City                 | 1–4       | Fulham                 | 24 novembre 1928 |
| 18     | Norwich City                  | 6–1       | Chatham                | 24 novembre 1928 |
| 19     | Northfleet United             | 5–2       | Ilford                 | 24 novembre 1928 |
| 20     | Bradford City                 | 4–1       | Doncaster Rovers       | 24 novembre 1928 |
| 21     | Crystal Palace                | 2–0       | Kettering Town         | 24 novembre 1928 |
| 22     | Spennymoor United             | 5–2       | Hartlepools United     | 24 novembre 1928 |
| 23     | Annfield Plain                | 1–4       | Southport              | 24 novembre 1928 |
| 24     | Lancaster Town                | 1–3       | Lincoln City           | 24 novembre 1928 |
| 25     | Exeter City                   | 6–0       | Barking                | 24 novembre 1928 |
| 26     | Merthyr Town                  | 4–2       | Dulwich Hamlet         | 24 novembre 1928 |
| 27     | Shirebrook                    | 2–4       | Mansfield Town         | 24 novembre 1928 |
| 28     | Newport County                | 7–0       | Woking                 | 24 novembre 1928 |
| 29     | Horwich RMI                   | 1–2       | Scarborough            | 24 novembre 1928 |
| 30     | Yeovil & Petter's United      | 1–4       | Plymouth Argyle        | 24 novembre 1928 |
| 31     | Wigan Borough                 | 2–0       | Ashington              | 24 novembre 1928 |
| 32     | York City                     | 0–1       | Barrow                 | 24 novembre 1928 |
| 33     | Peterborough & Fletton United | 0–2       | Charlton Athletic      | 24 novembre 1928 |
| 34     | Guildford City                | 4–2       | Queens Park Rangers    | 24 novembre 1928 |

## Secondo Turno
| Gara   | Squadra di casa      | Risultato | Squadra in trasferta   | Data             |
| ------ | -------------------- | --------- | ---------------------- | ---------------- |
| 1      | Barrow               | 1–2       | Mansfield Town         | 8 dicembre 1928  |
| 2      | Watford              | 2–0       | Merthyr Town           | 8 dicembre 1928  |
| 3      | Walsall              | 2–1       | Sittingbourne          | 8 dicembre 1928  |
| 4      | Gainsborough Trinity | 2–3       | Chesterfield           | 8 dicembre 1928  |
| 5      | Scarborough          | 2–2       | Darlington             | 8 dicembre 1928  |
| Replay | Darlington           | 2–1       | Scarborough            | 12 dicembre 1928 |
| 6      | Tranmere Rovers      | 0–1       | Bradford City          | 8 dicembre 1928  |
| 7      | Stockport County     | 3–0       | Southport              | 8 dicembre 1928  |
| 8      | Fulham               | 0–0       | Luton Town             | 8 dicembre 1928  |
| Replay | Luton Town           | 4–1       | Fulham                 | 13 dicembre 1928 |
| 9      | Accrington Stanley   | 7–0       | Spennymoor United      | 8 dicembre 1928  |
| 10     | Brentford            | 0–1       | Plymouth Argyle        | 8 dicembre 1928  |
| 11     | Norwich City         | 6–0       | Newport County         | 8 dicembre 1928  |
| 12     | Northfleet United    | 1–5       | Charlton Athletic      | 8 dicembre 1928  |
| 13     | Carlisle United      | 0–1       | Lincoln City           | 8 dicembre 1928  |
| 14     | Crystal Palace       | 3–1       | Bristol Rovers         | 8 dicembre 1928  |
| 15     | Torquay United       | 0–1       | Exeter City            | 8 dicembre 1928  |
| 16     | Wigan Borough        | 2–1       | Grantham               | 8 dicembre 1928  |
| 17     | Guildford City       | 1–5       | Bournemouth & Boscombe | 8 dicembre 1928  |

## Terzo Turno
| Gara   | Squadra di casa         | Risultato | Squadra in trasferta   | Data            |
| ------ | ----------------------- | --------- | ---------------------- | --------------- |
| 1      | Birmingham              | 3–1       | Manchester City        | 12 gennaio 1929 |
| 2      | Chesterfield            | 1–7       | Huddersfield Town      | 12 gennaio 1929 |
| 3      | Darlington              | 2–6       | Bury                   | 12 gennaio 1929 |
| 4      | Bristol City            | 0–2       | Liverpool              | 12 gennaio 1929 |
| 5      | Burnley                 | 2–1       | Sheffield United       | 12 gennaio 1929 |
| 6      | Southampton             | 0–0       | Clapton Orient         | 12 gennaio 1929 |
| Replay | Clapton Orient          | 2–1       | Southampton            | 17 gennaio 1929 |
| 7      | Watford                 | 1–0       | Preston North End      | 12 gennaio 1929 |
| 8      | Reading                 | 2–0       | Tottenham Hotspur      | 12 gennaio 1929 |
| 9      | Walsall                 | 1–1       | Middlesbrough          | 12 gennaio 1929 |
| Replay | Middlesbrough           | 5–1       | Walsall                | 21 gennaio 1929 |
| 10     | Nottingham Forest       | 1–2       | Swansea Town           | 12 gennaio 1929 |
| 11     | Blackburn Rovers        | 1–0       | Barnsley               | 12 gennaio 1929 |
| 12     | Aston Villa             | 6–1       | Cardiff City           | 12 gennaio 1929 |
| 13     | Bolton Wanderers        | 2–0       | Oldham Athletic        | 12 gennaio 1929 |
| 14     | Grimsby Town            | 1–1       | West Bromwich Albion   | 12 gennaio 1929 |
| Replay | West Bromwich Albion    | 2–0       | Grimsby Town           | 16 gennaio 1929 |
| 15     | Wolverhampton Wanderers | 0–1       | Mansfield Town         | 12 gennaio 1929 |
| 16     | Derby County            | 4–3       | Notts County           | 12 gennaio 1929 |
| 17     | Lincoln City            | 0–1       | Leicester City         | 12 gennaio 1929 |
| 18     | Luton Town              | 0–0       | Crystal Palace         | 12 gennaio 1929 |
| Replay | Crystal Palace          | 7–0       | Luton Town             | 16 gennaio 1929 |
| 19     | Swindon Town            | 2–0       | Newcastle United       | 12 gennaio 1929 |
| 20     | Accrington Stanley      | 1–1       | Bournemouth & Boscombe | 12 gennaio 1929 |
| Replay | Bournemouth & Boscombe  | 2–0       | Accrington Stanley     | 16 gennaio 1929 |
| 21     | Portsmouth              | 2–1       | Charlton Athletic      | 12 gennaio 1929 |
| 22     | West Ham United         | 1–0       | Sunderland             | 12 gennaio 1929 |
| 23     | Norwich City            | 0–5       | Corinthian             | 12 gennaio 1929 |
| 24     | Plymouth Argyle         | 3–0       | Blackpool              | 12 gennaio 1929 |
| 25     | Bradford City           | 2–0       | Stockport County       | 12 gennaio 1929 |
| 26     | Millwall                | 1–1       | Northampton Town       | 12 gennaio 1929 |
| Replay | Northampton Town        | 2–2       | Millwall               | 17 gennaio 1929 |
| Replay | Millwall                | 2–0       | Northampton Town       | 21 gennaio 1929 |
| 27     | Hull City               | 1–1       | Bradford Park Avenue   | 12 gennaio 1929 |
| Replay | Bradford Park Avenue    | 3–1       | Hull City              | 16 gennaio 1929 |
| 28     | Chelsea                 | 2–0       | Everton                | 12 gennaio 1929 |
| 29     | Exeter City             | 2–2       | Leeds United           | 12 gennaio 1929 |
| Replay | Leeds United            | 5–1       | Exeter City            | 16 gennaio 1929 |
| 30     | Port Vale               | 0–3       | Manchester United      | 12 gennaio 1929 |
| 31     | Arsenal                 | 2–1       | Stoke City             | 12 gennaio 1929 |
| 32     | Wigan Borough           | 1–3       | The Wednesday          | 12 gennaio 1929 |

## Quarto Turno
| Gara   | Squadra di casa        | Risultato | Squadra in trasferta | Data            |
| ------ | ---------------------- | --------- | -------------------- | --------------- |
| 1      | Bournemouth & Boscombe | 6–4       | Watford              | 26 gennaio 1929 |
| 2      | Burnley                | 3–3       | Swindon Town         | 26 gennaio 1929 |
| Replay | Swindon Town           | 3–2       | Burnley              | 31 gennaio 1929 |
| 3      | Liverpool              | 0–0       | Bolton Wanderers     | 26 gennaio 1929 |
| Replay | Bolton Wanderers       | 5–2       | Liverpool            | 31 gennaio 1929 |
| 4      | Reading                | 1–0       | The Wednesday        | 26 gennaio 1929 |
| 5      | Leicester City         | 1–0       | Swansea Town         | 26 gennaio 1929 |
| 6      | Blackburn Rovers       | 1–1       | Derby County         | 26 gennaio 1929 |
| Replay | Derby County           | 0–3       | Blackburn Rovers     | 31 gennaio 1929 |
| 7      | Aston Villa            | 0–0       | Clapton Orient       | 26 gennaio 1929 |
| Replay | Clapton Orient         | 0–8       | Aston Villa          | 31 gennaio 1929 |
| 8      | West Bromwich Albion   | 1–0       | Middlesbrough        | 26 gennaio 1929 |
| 9      | Portsmouth             | 2–0       | Bradford City        | 26 gennaio 1929 |
| 10     | West Ham United        | 3–0       | Corinthian           | 26 gennaio 1929 |
| 11     | Manchester United      | 0–1       | Bury                 | 26 gennaio 1929 |
| 12     | Plymouth Argyle        | 0–1       | Bradford Park Avenue | 26 gennaio 1929 |
| 13     | Millwall               | 0–0       | Crystal Palace       | 26 gennaio 1929 |
| Replay | Crystal Palace         | 5–3       | Millwall             | 31 gennaio 1929 |
| 14     | Chelsea                | 1–0       | Birmingham           | 26 gennaio 1929 |
| 15     | Huddersfield Town      | 3–0       | Leeds United         | 26 gennaio 1929 |
| 16     | Arsenal                | 2–0       | Mansfield Town       | 26 gennaio 1929 |

## Quinto Turno
| Gara   | Squadra di casa        | Risultato | Squadra in trasferta   | Data             |
| ------ | ---------------------- | --------- | ---------------------- | ---------------- |
| 1      | Bournemouth & Boscombe | 1–1       | West Ham United        | 16 febbraio 1929 |
| Replay | West Ham United        | 3–1       | Bournemouth & Boscombe | 20 febbraio 1929 |
| 2      | Reading                | 1–3       | Aston Villa            | 16 febbraio 1929 |
| 3      | Leicester City         | 1–2       | Bolton Wanderers       | 16 febbraio 1929 |
| 4      | Blackburn Rovers       | 1–0       | Bury                   | 16 febbraio 1929 |
| 5      | West Bromwich Albion   | 6–0       | Bradford Park Avenue   | 16 febbraio 1929 |
| 6      | Swindon Town           | 0–0       | Arsenal                | 16 febbraio 1929 |
| Replay | Arsenal                | 1–0       | Swindon Town           | 20 febbraio 1929 |
| 7      | Chelsea                | 1–1       | Portsmouth             | 16 febbraio 1929 |
| Replay | Portsmouth             | 1–0       | Chelsea                | 20 febbraio 1929 |
| 8      | Huddersfield Town      | 5–2       | Crystal Palace         | 16 febbraio 1929 |

## Sesto Turno
| Gara   | Squadra di casa      | Risultato | Squadra in trasferta | Data         |
| ------ | -------------------- | --------- | -------------------- | ------------ |
| 1      | Blackburn Rovers     | 1–1       | Bolton Wanderers     | 2 marzo 1929 |
| Replay | Bolton Wanderers     | 2–1       | Blackburn Rovers     | 6 marzo 1929 |
| 2      | Aston Villa          | 1–0       | Arsenal              | 2 marzo 1929 |
| 3      | West Bromwich Albion | 1–1       | Huddersfield Town    | 2 marzo 1929 |
| Replay | Huddersfield Town    | 2–1       | West Bromwich Albion | 6 marzo 1929 |
| 4      | Portsmouth           | 3–2       | West Ham United      | 2 marzo 1929 |

## Semifinali
| Liverpool 23 marzo 1929, ore 15:00 BST | Bolton | 3 – 1 | Huddersfield Town | Anfield Road |

| Londra 23 marzo 1929, ore 15:00 BST | Portsmouth | 1 – 0 | Aston Villa | Highbury |

## Finale
| Arbitro: | A. Joseph |

|                          |           |  |
| Butler 79’ Blackmore 87’ | Marcatori |  |

| Bolton Wanderers | Portsmouth |

|                   |                  |  |  |
|                   |                  |  |  |
| 1                 | Dick Pym         |  |  |
| 2                 | Bob Haworth      |  |  |
| 3                 | Alex Finney      |  |  |
| 4                 | Fred Kean        |  |  |
| 5                 | Jimmy Seddon (C) |  |  |
| 6                 | Harry Nuttall    |  |  |
| 7                 | Billy Butler     |  |  |
| 8                 | Jim McClelland   |  |  |
| 9                 | Harold Blackmore |  |  |
| 10                | George Gibson    |  |  |
| 11                | Willie Cook      |  |  |
| Manager:          |                  |  |  |
| Charles Foweraker |                  |  |  |

|           |                      |  |  |
|           |                      |  |  |
| 1         | Jock Gilfillan       |  |  |
| 2         | Alec Mackie          |  |  |
| 3         | Thomas Bell          |  |  |
| 4         | Jimmy Nichol         |  |  |
| 5         | Johnny McIlwaine (C) |  |  |
| 6         | David Thackeray      |  |  |
| 7         | Fred Forward         |  |  |
| 8         | Jack Smith           |  |  |
| 9         | Jack Weddle          |  |  |
| 10        | David Watson         |  |  |
| 11        | Fred Cook            |  |  |
| Manager:  |                      |  |  |
| Jack Tinn |                      |  |  |

| REGOLE DELLA PARTITA - Gara unica. - Tempi supplementari in caso di pareggio al 90°. - Ripetizione in caso di ulteriore parità dopo i tempi supplementari. |